# Mathias Holzner
Mathias Holzner (* 7. Mai 1965 in Bad Reichenhall) ist ein ehemaliger deutscher Duathlet und Triathlet.

## Werdegang
Mathias Holzner war Mitglied der Nationalmannschaft im Duathlon und Wintertriathlon (Deutsche Triathlon Union) sowie im Berglauf (Deutscher Leichtathletik-Verband) und startete bei mehreren Welt- und Europameisterschaften. Sein größter internationaler Erfolg war der Vizeweltmeistertitel im Wintertriathlon 1997 in Mals (Italien) sowie der Europacupgesamtsieg im gleichen Jahr. 1998 wurde Holzner Vizeeuropameister im Wintertriathlon.
Seinen größten Erfolg im Duathlon erreichte er neben zahlreichen Siegen und Titeln mit dem zweiten Platz beim Powerman Italien 1995 in Baselga di Pinè. Auch im Radsport war Holzner erfolgreich. Er gewann mehrere Zeitfahren und konnte sich bei Radrennen vorne platzieren. So konnte er z. B. beim Großglocknerkönig 1998 den dritten Platz belegen. Im Berglauf konnte Holzner mehrere Erfolge feiern. Aufgrund des fünften Platzes bei der Deutschen Meisterschaft im Berglauf auf dem Predigtstuhl qualifizierte er sich im Jahr 2000 für die Weltmeisterschaft in Bergen.
Als mehrfacher Brigade-/Divisionsmeister war Holzner für seinen Arbeitgeber, die Bundeswehr, auch bei den Heeresmeisterschaften in Hochfilzen (Österreich) 2004 und 2006 in den Disziplinen Biathlon, Riesentorlauf und Biathlon-Staffellauf erfolgreich am Start.
Aufgrund einer Knieverletzung und mehreren Knieoperationen musste er seine Karriere beenden.

## Sportliche Erfolge
| Datum/Jahr    | Rang | Wettbewerb                                  | Austragungsort | Zeit     | Bemerkung                                                                                         |
| ------------- | ---- | ------------------------------------------- | -------------- | -------- | ------------------------------------------------------------------------------------------------- |
| 14. Jan. 2001 | 3    | DTU Deutsche Meisterschaft Wintertriathlon  | Oberstaufen    | 01:07:17 | 5 km Laufen, 12 km Mountainbike und 8 km Skilanglauf                                              |
| 7. März 1999  | 4    | ETU Winter Triathlon European Championships | Mals           | 01:49:34 | 8,5 km Laufen, 12,5 km Mountainbike und 10 km Skilanglauf                                         |
| 1. März 1998  | 2    | ETU Winter Triathlon European Championships | Mals           | 01:45:42 | Vizeeuropameister Winter-Triathlon 1998 8,5 km Laufen, 12,5 km Mountainbike und 10 km Skilanglauf |
| 23. März 1997 | 2    | ITU Winter Triathlon World Championships    | Mals           | 01:43:28 | Vizeweltmeister Wintertriathlon 1997 8,5 km Laufen, 12,5 km Mountainbike und 10 km Skilanglauf    |
| 16. März 1997 | 2    | ETU-Europacup Wintertriathlon Paluzza       | Paluzza        | 01:28:58 | Gesamtsieger Europacup Wintertriathlon 1997                                                       |
| 25. Jan. 1998 | 3    | ETU-Europacup Wintertriathlon Ramsau        | Ramsau         | 01:48:22 | 2. Platz Europacupgesamtwertung 1998                                                              |
| 18. Jan. 1998 | 3    | ETU-Europacup Wintertriathlon Mariahof      | Mariahof       | 01:48:24 | 10 km Laufen, 20 km Mountainbike und 10 km Skilanglauf                                            |

| Datum/Jahr    | Rang | Wettbewerb                            | Austragungsort  | Zeit     | Bemerkung                                                                                |
| ------------- | ---- | ------------------------------------- | --------------- | -------- | ---------------------------------------------------------------------------------------- |
| 28. Juni 1998 | 6    | Powerman Austria                      | Weyer           | 03:14.51 | 14 km Laufen, 76 km Radfahren und 7 km Laufen; Streckenrekord Radstrecke (01:59:03,26 h) |
| 17. Aug. 1997 | 6    | Powerman Schweiz                      | Emmental        | 03:05:00 | 10 km Laufen, 60 km Radfahren und 10 km Laufen                                           |
| 31. Aug. 1996 | 1    | Bayernliga Duathlon Gefrees           | Gefrees         | 03:36:56 | 8 km Laufen / 80 km Radfahren / 18 km Laufen                                             |
| 23. Juni 1996 | 4    | Powerman Italy                        | Baselga di Pinè | 02:56:44 | 12 km Laufen / 58 km Radfahren / 6 km Laufen                                             |
| 5. Mai 1996   | 1    | Bayerische Meisterschaft Duathlon     | Obergünzburg    | 01:52:56 | Bayerischer Meister Duathlon 1996                                                        |
| 28. Apr. 1996 | 1    | Oberbayerische Meisterschaft Duathlon | München         | 01:04:14 | Oberbayerischer Meister Duathlon 1996                                                    |
| 30. März 1996 | 1    | Waginger Cross - Duathlon             | Waging          | 01:32:48 | 4,6 km Laufen, 18 km MTB und 4,6 km Laufen                                               |
| 2. Juli 1995  | 2    | Powerman Italy                        | Baselga di Pinè | 03:03:00 | 11 km Laufen / 61 km Radfahren / 11 km Laufen                                            |
| 28. Mai 1995  | 1    | Mitterfelser – Duathlon               | Mitterfels      | 01:20:18 | 7 km Laufen, 30 km Radfahren und 3,5 km Laufen (BayernLiga Duathlon)                     |
| 21. Mai 1995  | 1    | Donautal-Duathlon                     | Otterskirchen   | 01:39:19 | 5 km Laufen, 38 km Radfahren und 5 km Laufen; Bayerischer Meister Duathlon 1995          |
| 7. Mai 1995   | 5    | DTU Deutsche Meisterschaft Duathlon   | St. Wendel      | 01:26:28 | 5,2 km Laufen, 32,8 km Radfahren und 5,2 km Laufen                                       |
| 21. Aug. 1994 | 7    | Powerman Schweiz                      | Emmental        | 02:50:24 | 10 km Laufen, 60 km Radfahren und 10 km Laufen                                           |
| 18. Sep. 1993 | 1    | Oberndorfer Duathlon                  | Oberndorf       | 01:32:48 | 5 km Laufen, 27 km Radfahren und 4,5 km Laufen                                           |
| 23. Mai 1993  | 1    | Donautal-Duathlon                     | Otterskirchen   | 01:32:48 | 5 km Laufen / 38 km Radfahren / 5 km Laufen                                              |
| 9. Mai 1993   | 4    | DTU Deutsche Meisterschaft Duathlon   | Suhl            | 01:23:13 | 5 km Laufen, 30 km Radfahren und 5 km Laufen                                             |
| 25. Apr. 1993 | 1    | Mühldorfer Duathlon                   | Mühldorf        | 01:27:53 | 4,5 km Laufen, 38 km Radfahren und 4,5 km Laufen                                         |
| 17. Mai 1992  | 1    | Bad Endorfer Duathlon                 | Bad Endorf      | 1:34:03  | 5 km Laufen, 40 km Radfahren und 5 km Laufen                                             |
| 26. Mai 1991  | 1    | Abstdorfer See Duathlon               | Leobendorf      | 01:02:59 | 2,4 km Laufen, 22 km Radfahren und 5,4 km Laufen                                         |
| 20. Okt. 1991 | 1    | Ingolstädter Straßenduathlon          | Ingolstadt      | 1:32:57  | 5 km Laufen, 40 km Radfahren und 5 km Laufen                                             |
| 13. Okt. 1991 | 1    | Karlsfelder-Cross-Duathlon            | Karlsfeld       | 33:29    | 2,2 km Laufen, 8,5 km MTB und 2,2 km Laufen                                              |
| 21. Sep. 1991 | 5    | DTU Deutsche Meisterschaft Duathlon   | Königslutter    | 01:31:00 | 5,1 km Laufen, 34,2 km Radfahren und 5,1 km Laufen                                       |

| Datum/Jahr    | Rang | Wettbewerb                                     | Austragungsort                 | Zeit  | Bemerkung                                                |
| ------------- | ---- | ---------------------------------------------- | ------------------------------ | ----- | -------------------------------------------------------- |
| 25. Sep. 2001 | 1    | Peter-Stecher-Gedächtnislauf                   | Bad Reichenhall                | 23:31 | 6,8 km, 300 hm                                           |
| 26. Sep. 2000 | 1    | Peter-Stecher-Gedächtnislauf                   | Bad Reichenhall                | 23:21 | 6,8 km, 300 hm                                           |
| 18. Juni 2000 | 5    | Deutsche Leichtathletik-Meisterschaft Berglauf | Bad Reichenhall / Predigtstuhl | 58:14 | 12 km, 1200 hm                                           |
| 6. Okt. 1999  | 1    | Peter-Stecher-Gedächtnislauf                   | Bad Reichenhall                | 24:17 | 6,8 km, 300 hm                                           |
| 26. Sep. 1999 | 2    | Untersberg Berglauf                            | Grödig                         | 38:36 | 6 km, 970 hm                                             |
| 13. Juni 1999 | 2    | Stoißeralm Berglauf                            | Anger / Stoißeralm             | 30:34 | Chiemgaumeister Berglauf 1999 / 7 km, 530 hm             |
| 9. Okt. 1994  | 3    | Olympiaturmlauf München                        | München                        | 05:12 | 1230 Stufen, 203 hm                                      |
| 13. Juni 1993 | 1    | Predigtstuhl-Berglauf                          | Bad Reichenhall                | 59:30 | „Bavariade“, 12 km, 1200 hm                              |
| 20. Juni 1992 | 2    | Högl-Berglauf                                  | Ainring                        | 15:56 | 3,9 km, 360 hm                                           |
| 6. Okt. 1991  | 2    | Predigtstuhl-Berglauf                          | Bad Reichenhall                | 45:49 | Oberbayerischer Vizemeister Berglauf 1991; 8 km, 1200 hm |
| 10. Juli 1988 | 2    | Watzmann-Berglauf                              | Berchtesgaden                  | 50:52 | 7,6 km                                                   |
| 5. Juni 1988  | 3    | Stoißeralm Berglauf                            | Anger, Stoißeralm              | 31:49 | 7 km, 530 hm                                             |
| 19. Juli 1987 | 2    | Purtschellerhaus-Berglauf                      | Berchtesgaden                  | 18:34 | 3,5 km, 470 hm                                           |
| 12. Juli 1987 | 2    | Watzmann-Berglauf                              | Berchtesgaden                  | 52:05 | 7,6 km                                                   |
| 27. Juni 1987 | 2    | Steineralm-Berglauf                            | Piding                         | 26:53 | 5,4 km, 640 hm                                           |
| 20. Juni 1987 | 2    | Högl-Berglauf                                  | Ainring                        | 16:26 | 3,9 km, 360 hm                                           |
| 5. Okt. 1986  | 2    | Hochstaufen-Berglauf                           | Bad Reichenhall                | 49:11 | 6 km, 1200 hm                                            |
| 13. Sep. 1986 | 1    | Purtschellerhaus-Berglauf                      | Berchtesgaden                  | 18:13 | 3,5 km, 470 hm                                           |
| 13. Okt. 1985 | 3    | Jenner-Berglauf                                | Berchtesgaden                  | 46:17 | 8 km, 1040 hm                                            |
| 1985          | 1    | Kastensteinerwand Berglauf                     | Bischofswiesen                 | 08:51 | 2,23 km, 181 hm                                          |
| 22. Juni 1985 | 3    | Steineralm-Berglauf                            | Piding                         | 27:56 | 5,4 km, 640 hm                                           |
| 30. Mai 1987  | 2    | Kastensteinerwand-Berglauf                     | Bischofswiesen                 | 08:53 | 2,23 km, 181 hm                                          |
| 17. Sep. 1983 | 3    | Högl-Berglauf                                  | Ainring                        | 16:40 | 3,9 km, 360 hm                                           |
| 30. Juni 1984 | 2    | Högl-Berglauf                                  | Ainring                        | 16:30 | 3,9 km, 360 hm                                           |

| Datum/Jahr    | Rang | Wettbewerb                           | Austragungsort   | Zeit  | Bemerkung      |
| ------------- | ---- | ------------------------------------ | ---------------- | ----- | -------------- |
| 23. Aug. 2007 | 2    | MountainBike Biathlon Ruhpolding     | Ruhpolding       | 17:04 |                |
| 13. Okt. 2001 | 1    | Bayerische Meisterschaft Polizei MTB | Anger/Stoißeralm | 26:36 | 7 km, 530 hm   |
| 7. Juni 1998  | 3    | Großglocknerkönig Radrennen          | Bruck            |       | 27 km, 1694 hm |
| 31. Dez. 1994 | 3    | Garchinger MountainBike Rennen       | Garching         | 50:41 |                |
| 11. Sep. 1993 | 1    | Einzelzeitfahren Freilassing         | Freilassing      | 21:58 | 16 km          |
| 18. Juni 1993 | 1    | Einzelzeitfahren Kumpfmühle          | Ainring          | 22:09 | 16 km          |
| 15. Mai 1993  | 1    | Einzelzeitfahren Freilassing         | Freilassing      | 21:52 | 16 km          |
| 31. Juli 1992 | 1    | Loipl-Bergzeitfahren                 | Bischofswiesen   | 10:06 | 4,2 km         |

| Datum/Jahr    | Rang | Wettbewerb                                   | Austragungsort  | Zeit     | Bemerkung                                                                                               |
| ------------- | ---- | -------------------------------------------- | --------------- | -------- | --- |
| 20. Juni 1993 | 2    | Chiemgau Triathlon                           | Bergen          | 01:35:29 | 800 m Schwimmen, 40 km Radfahren und 5 km Laufen                                                        |
| 14. Juni 1992 | 1    | Chiemgau Triathlon                           | Bergen          | 01:40:36 | 800 m Schwimmen, 40 km Radfahren und 5 km Laufen                                                        |
| 14. Juli 1991 | 2    | Thumsee Triathlon                            | Bad Reichenhall | 00:51:24 | 500 m Schwimmen, 17 km Radfahren und 5 km Laufen                                                        |
| 16. Juni 1991 | 1    | Chiemgau Triathlon                           | Bergen          | 01:36:59 | 800 m Schwimmen, 40 km Radfahren und 5 km Laufen                                                        |
| 15. Juli 1990 | 1    | Thumsee Triathlon                            | Bad Reichenhall | 00:53:30 | 400 m Schwimmen, 17 km Radfahren und 5 km Laufen                                                        |
| 20. Aug. 1989 | 1    | Angerer Triathlon                            | Anger           | 01:19:33 | 400 m Schwimmen, 33 km Radfahren und 5,9 km Laufen                                                      |
| 16. Juli 1989 | 1    | Thumsee Triathlon                            | Bad Reichenhall | 00:52:57 | 400 m Schwimmen, 17 km Radfahren und 5 km Laufen                                                        |
| 11. Juni 1989 | 1    | Chiemgau Triathlon                           | Bergen          | 01:37:20 | 800 m Schwimmen, 40 km Radfahren und 5 km Laufen                                                        |
| 26. Juli 1987 | 2    | Ramsauer Triathlon                           | Ramsau          | 01:29:18 | 600 m Schwimmen, 25 km Radfahren und 8 km Laufen                                                        |
| 26. Juni 1988 | 11   | ÖTRV Österreichische Meisterschaft Triathlon | Zell am See     | 02:01:00 | hinter Wolfgang Kattnig (1 km Schwimmen, 40 km Radfahren und 10 km Laufen); Streckenbestzeit Radstrecke |
| 17. Aug. 1991 | 1    | Teisendorfer Triathlon                       | Teisendorf      | 01:12:11 | 400 m Schwimmen, 30 km Radfahren und 5 km Laufen; zeitgleich mit Stefan Holzner                         |
| 30. Sep. 1990 | 1    | Int. Langläufer Triathlon                    | Walchsee        | 01:26:02 | 10 km Berglauf, 25 km Radfahren und 10 km Skiroller                                                     |

| Datum/Jahr    | Rang | Wettbewerb                                          | Austragungsort                       | Zeit  | Bemerkung                                                                          |
| ------------- | ---- | --------------------------------------------------- | ------------------------------------ | ----- | ---------------------------------------------------------------------------------- |
| 24. Feb. 2004 | 1    | Divisionsskimeisterschaft                           | Biathlonzentrum Ruhpolding, Götschen |       | Divisionsmeister Triathlon (Biathlon/Riesentorlauf)                                |
| 17. Feb. 2004 | 1    | Brigadeskimeisterschaft                             | Biathlonzentrum Ruhpolding, Götschen |       | Brigademeister Triathlon (Biathlon/Riesentorlauf)                                  |
| 18. Feb. 2003 | 1    | Divisionsskimeisterschaft                           | Biathlonzentrum Ruhpolding, Götschen |       | Divisionsmeister Triathlon (Biathlon/Riesentorlauf)                                |
| 20. Feb. 2002 | 1    | Brigadeskimeisterschaft                             | Biathlonzentrum Ruhpolding, Götschen |       | Brigademeister Triathlon (Biathlon/Riesentorlauf)                                  |
| 19. Feb. 2002 | 1    | Brigadeskimeisterschaft Biathlon                    | Biathlonzentrum Ruhpolding           | 34:40 | Brigademeister Biathlonsprint 10 km                                                |
| 23. Feb. 2001 | 1    | Edelweißpokal der Gebirgstruppe                     | Biathlonzentrum Ruhpolding           | 26:16 | 10 km Skilanglauf; Gesamtsieger                                                    |
| 2. Feb. 1991  | 6    | Int. König-Ludwig-Lauf                              | Oberammergau                         |       | 15 km Skilanglauf                                                                  |
| 6. Jan. 1991  | 7    | Int. Walchsee-Skimarathon                           | Walchsee                             | 45:50 | 20 km Skilanglauf                                                                  |
| 4. März 1990  | 1    | Andi-Wallner-Gedächtnislauf                         | Biathlonzentrum Ruhpolding           |       | 10 km Skilanglauf; Gesamtsieger                                                    |
| 10. Jan. 1988 | 5    | Int. Tauern-Lauf                                    | Altenmarkt                           | 26:03 | 11 km Skilanglauf                                                                  |
| 11. Jan. 1987 | 9    | Int. Tauern-Lauf                                    | Altenmarkt                           | 37:19 | 15 km Skilanglauf                                                                  |
| 6. Jan. 2000  | 3    | Oberteisendorfer Dreikönigslauf                     | Biathlonzentrum Ruhpolding           | 33:50 | 15 km Skilanglauf                                                                  |
| 25. März 2006 | 5    | Kurt-Meiche und Gerhard-Schier-Gedächtnislauf       | Winklmoosalm Reit im Winkl           | 25:58 | 10 km Skilanglauf                                                                  |
| 10. Apr. 1983 | 1    | 34. Anderl-Hinterstoißer-Gedächtnis-Staffellauf     | Reiteralpe                           | 12:53 | Skilanglauf Sieger Reiter – Trett (Jugendstrecke)                                  |
| 1. Dez. 1985  | 4    | DSVi offener Skilanglauf                            | Sachrang                             | 44:56 | 12 km Skilanglauf                                                                  |
| 20. Feb. 1986 | 1    | Ski-Meisterschaft des Hauptzollamts Bad Reichenhall | Biathlonzentrum Ruhpolding           | 24:26 | Gesamtsieger 6,5 km Biathlon – Gesamtsieger Kombination (Biathlon / Riesentorlauf) |
| 6. Apr. 1986  | 2    | 37. Anderl-Hinterstoißer-Gedächtnis-Staffellauf     | Reiteralpe                           | 37:46 | Skilanglauf 2. Platz Reiter – Trett (lange Strecke)                                |
| 22. Feb. 1987 | 2    | Andi-Wallner-Gedächtnislauf                         | Biathlonzentrum Ruhpolding           | 32:35 | 10 km Skilanglauf                                                                  |
| 5. Jan. 1991  | 5    | Int. Raika Prämiensprint                            | Walchsee                             |       | Skilanglaufsprint : 2 Runden a. 500 Meter                                          |

(DNF – Did Not Finish)